# Vals en México

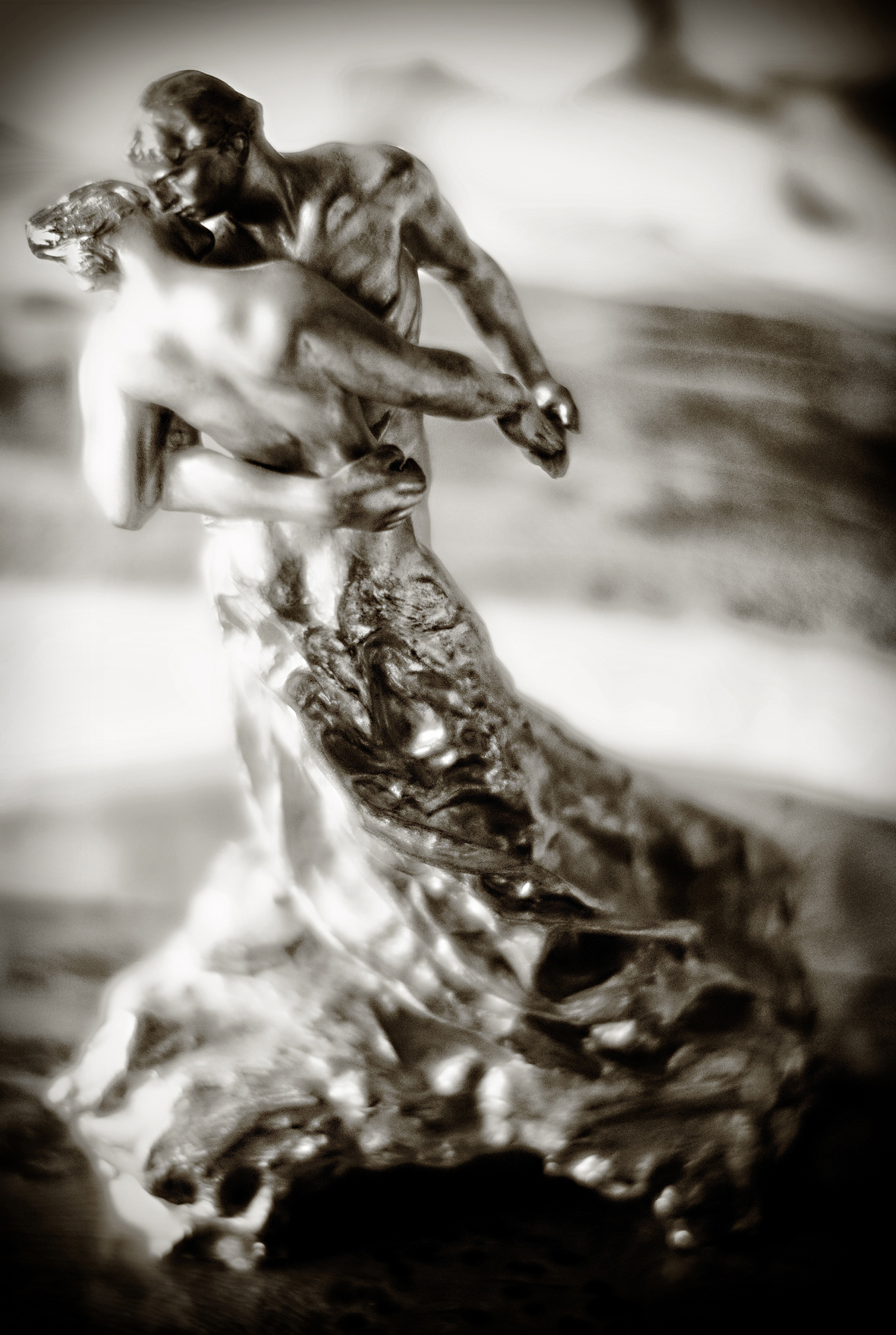
La Valse de la escultora Camille Claudel

El vals es un baile originario del Tirol, en Austria, y del Sur de Alemania que ejecutan las parejas con movimientos giratorios cadenciosos. Aunque se cree que surgió en el siglo XII, a mediados del siglo XVIII formó parte de la música de ópera y de ballet, lo que lo llevó a posicionarse como el baile de salón por excelencia, caracterizado por su elegancia y su compás ¾. En las variantes del vals, los elementos generalmente modificados fueron: el tempo y el estilo de baile.

## Difusión del vals

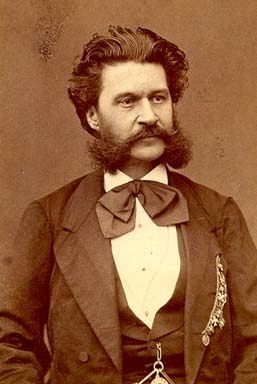
Johann Strauss hijo llevó el vals a Boston

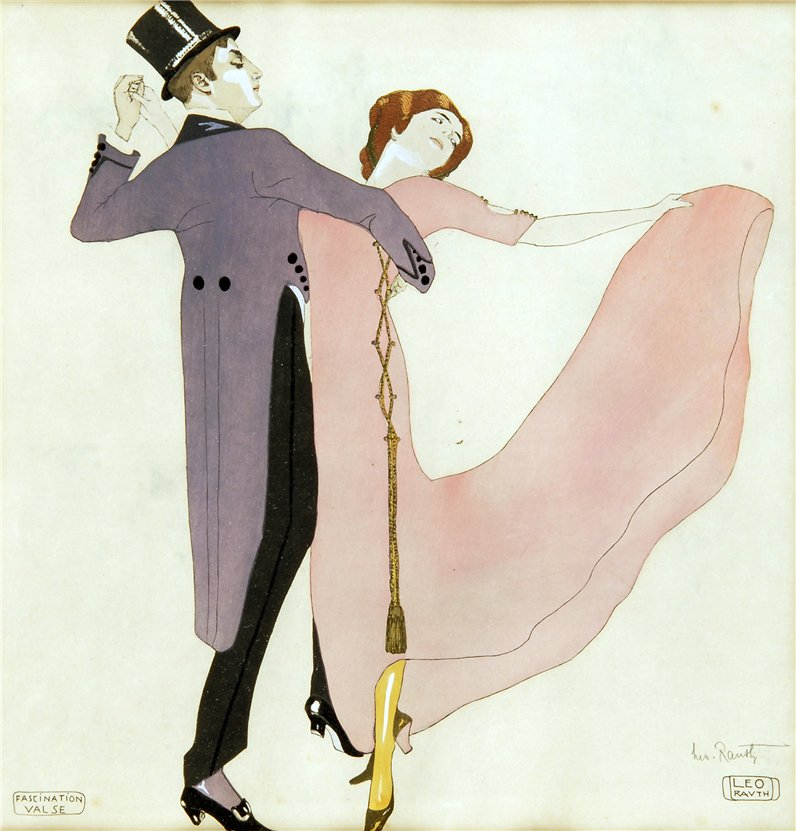
El Vals le parecía un baile inmoral a mucha gente, por la cercanía corporal de los que bailaba

En 1814-1815, cuando, a raíz de la derrota de Napoleón Bonaparte se celebró el Congreso de Viena numerosos personajes de la realeza y política europea tuvieron la oportunidad de experimentar el vals. Eso le dio gran difusión por el mundo, aunque con algunos impedimentos en el inicio, pues se le consideraba un baile altamente inmoral porque por la cercanía corporal de las personas que lo bailaban, parecían abrazarse. En Francia fue donde primero se vencieron esas resistencias y se difundió rápidamente.
En la década de los 1870s Johann Strauss (hijo) llevó el vals a los Estados Unidos, donde ofreció diversos conciertos en la ciudad de Boston. 

## El vals en México
El vals llegó a México entre 1810 y 1815. Fue aceptado rápidamente por la población mexicana, sin distinción de clases sociales. Consumada la independencia en 1821, la influencia de la música alemana y vienesa se hizo presente en México. Este baile se posicionó en un lugar muy especial para los mexicanos y fue recurrido muchas veces en reuniones y diversas tertulias familiares. Su éxito y difusión  se dio por encima de las posturas políticas y las luchas civiles que dividieron al país, tanto porque el vals estaba de moda en el mundo, como porque su cadencia resultó del agrado de todos, especialmente de los  compositores. Pronto comenzaron las obras mexicanas, con estilo propio. 
El músico Manuel M. Ponce (1882-1948), conocido como el fundador del nacionalismo musical mexicano, decía haber observado el alma indígena en el vals mexicano y el director de orquesta contemporáneo Carlos Esteva Loyola (1939), fundador de la Orquesta Clásica de México, afirma que el vals mexicano es más melancólico y lento que el vienés, pero eso no le quita su característica de vals. “Fue una revelación en la tierra de los valses llevar valses mexicanos”, dijo refiriéndose a la experiencia de ejecutarlos en Viena.

## El vals como elemento de identidad nacional
A pesar de que los mexicanos también estuvieron expuestos a la música española y francesa hubo una preferencia marcada por la vienesa y alemana. El vals mexicano está arraigado con el espíritu popular. Desde el principio fue visto como una forma de identidad, imagen y personalidad propia que daba libertad, pues estaba profundamente opuesto contra la imagen opresora de la monarquía española, de la que el país se acaba de liberar. Posteriormente, en la década de los 1860s, la Intervención francesa y durante el Imperio de Maximiliano llegaron más valses, que acrecentaron el gusto por ellos. 

### El vals-jarabe
En un intento por hacer aún más marcada la nacionalización del vals, el compositor y médico Aniceto Ortega (1825-1875) creó un tipo de música al que denominó Vals-jarabe, que consiste en una mezcla entre el jarabe, el son y el vals mexicano. Su obra característica fue “Recuerdo de amistad”.

### El vals como elemento folklórico
Hay una gran disputa entre los estudiosos del tema sobre si el vals debe ser considerado o no un elemento folklórico mexicano. Algunas de las objeciones contra esta consideración son por cuestiones etnográficas; es decir, están en contra de que el vals deba ser visto como elemento folklórico mexicano por tener raíces europeas.
Otra objeción frecuente es que los elementos folklóricos tienen que ser de corte popular; es decir, no son considerados como elementos folklóricos aquellas obras hechas por un profesional en la materia. 

## Algunos compositores notables del vals mexicano

### Macedonio Alcalá
Nació el 12 de septiembre de 1831 en Oaxaca, y murió en la misma ciudad el 24 de agosto de 1869. Desde niño mostró gran interés por la música. Tocaba diversos instrumentos musicales, pero el principal fue el violín.  Siempre vivió en situación de pobreza, fue un hombre de pueblo, sencillo y admirado por su comunidad. Sus amigos y compañeros le llamaban “Tío Macedas”. Su obra más notable, el vals “Dios nunca muere”,  fue escrita días antes de fallecer, en su lecho de muerte, con intenso dolor. Tuvo tal aceptación que se considera el himno no oficial de Oaxaca.

### Rodolfo Campodónico
Nació el 3 de julio de 1866 en Hermosillo, Sonora y murió el 7 de enero de 1926 en Arizona, Estados Unidos. Tuvo interés por la música desde temprana edad, aprendió a tocar guitarra y la flauta de manera muy hábil. Compuso alrededor de 2,500 obras, de las cuales más de mil son valses. Su obras más notables fueron “Club Verde”, “El primer beso” y “El himno sonorense”.

### Ángel J. Garrido
Nació en 1880 en el puerto de Veracruz y murió el 2 de noviembre de 1924 en el Distrito Federal. Asistió al Conservatorio Nacional de Música donde aprendió a tocar piano, violonchelo, guitarra, entre otros instrumentos. Algunas de sus obras más notables fueron: “Cuando escuches este vals”, “Que es imposible que tú me quieras”, “Anita”, “Bella Esperanza” y “Todos dicen que nunca”.

### Abundio Martínez
Nació el 8 de febrero de 1875 en Huichapan, en el estado de  Hidalgo y murió el 26 de abril de 1914 en el Distrito Federal. Hijo de un humilde carpintero, toda su vida vivió en situación de pobreza. Su música es considerada la música del pueblo por los orígenes humildes de Abundio. Sus obras más notables fueron los valses en “Alta mar”, “Muchachas y flores” y “Arpa de oro”. 

### Enrique Mora Andrade
Nació el 14 de julio de 1876 en Mazatlán, Sinaloa, donde murió el 7 de enero de 1913. Nunca salió de su ciudad natal. Su hermano Eligio director de la orquesta que había formado con tres de sus hermanos prácticamente lo obligó a estudiar violín. Fue maestro y sinodal en la Academia de Música de Francisco Martínez Cabrera y Roberto Contreras. Rafael Oropeza le encargó componer el vals “Alejandra” para la joven escritora Alejandra Ramírez Urrea, de quien estaba perdidamente enamorado. Sobrina nieta de Ignacio Ramírez “El Nigromante”, la bella joven se sintió muy halagada en 1907, con el estreno público del vals que llevaba su nombre, pero no le correspondió a Oropeza. Además de “Alejandra” las obras más notables de Mora Andrade fueron: “Emilia”, “Eliza de la Maza”, dedicada a la actriz española del mismo nombre; “La voz del Amor” , compuesto por encargo del súbdito inglés Roberto Henderson, quien lo dedicó a su esposa Virginia Muro; y “Carlotita”, en honor de Carlota Félix Díaz, a quien se lo dedicó el autor.

### Juventino Rosas
Nació el 24 de enero de 1868 en Santa Cruz de Galeana (hoy en día  Santa Cruz de Juventino Rosas), en el Estado de Guanajuato y murió el 9 de julio de 1894 en Surtidero de Batabanó, Cuba. Fue un hombre con dificultades económicas y cultura popular, mostró un interés por la música desde temprana edad aprendiendo a tocar violín. Asistió años más tarde al Conservatorio Nacional de Música. Escribió “Carmen”, un vals en honor Carmen Romero Rubio, la esposa del presidente Porfirio Díaz. En busca de mejores oportunidades, zarpó a Cuba; desafortunadamente, no tuvo éxito. Rodeado de miseria murió meses más tarde de mielitis espinal. Además del vals “Carmen”, sus obras más notables fueron vals “Sobre las olas”, vals “Soledad”, vals “Ensueño Seductor” y vals “Dos Pensamientos”.

### Felipe Villanueva
Nació el 5 de febrero de 1862 en Tecamac, Estado de México y murió el 28 de mayo de 1893 en el Distrito Federal. Fue un hombre de raza indígena otomí que mostró interés por la música desde temprana edad. Dicho interés fue fomentado por su hermano. Formó parte del llamado “Grupo de los Seis”, junto con Gustavo E. Campa, Ricardo Castro, Juan Fernández Acevedo, Carlos Meneses e Ignacio Quezada. El Grupo buscaba fomentar el gusto por la música académica o “clásica” y prefería el estilo francés al italiano. Sus obras más notables fueron el vals “Amor”, vals “Causerie” y el vals Poético. 

## Compositores de valses de mexicanos y sus valses más notables, según su año de nacimiento
| Nombre                                           | Entidad de nacimiento y años en los que vivió | Valses más famosos |
| Entre la Independencia y la República Restaurada |                                               | |
| Aniceto Ortega                                   | Hidalgo, (1825-1875)                          | Vals-Jarabe, “Recuerdo de una amistad”                                                                                   |
| Tomás León                                       | Distrito Federal, (1826-1896)                 | Valses de compilación “Atmósfera Musical de México”, su obra más notable “Laura”.                                        |
| Macedonio Alcalá                                 | Oaxaca, (1831-1869)                           | “Dios nunca muere” |
| Ángela Peralta                                   | Distrito Federal (1845-1883)                  | “Adiós a México”, “Eugenio”, “María”, “Né m'oublie pas”, “Lejos de ti”                                                   |
| Genaro Codina                                    | Zacatecas, (1852-1901)                        | “Primavera”, “Como un sueño”, “Sueño dorado”, “Idilio”                                                                   |
| Ernesto Elorduy                                  | Zacatecas, (1855-1913)                        | “Maria Luisa” |
| Felipe Villanueva                                | Estado de México, (1862-1893)                 | “Vals Poético”, “Vals Amor” y “Vals Causerie”                                                                            |
| Alberto. M Alvarado                              | Durango, (1864-1935)                          | "Recuerdo", "Río Rosa", "Amor Sublime" y "Celestial"                                                                     |
| Rodolfo Campadónico                              | Sonora, (1866-1929)                           | “Club Verde” y “Blanca”                                                                                                  |
| De la República Restaurada al Porfiriato         |                                               | |
| Juventino Rosas                                  | Guanajuato, (1868-1894)                       | “Sobre las Olas”, “Carmen”, “Soledad”, “Sueño de flores” y “Ensueño Seductor”                                            |
| Miguel Lerdo de Tejada                           | Michoacán, (1869-1941)                        | “El Faisán”, “México bello”, “Amparo” y “Consentida”                                                                     |
| José Mauro García                                | Nuevo León, (1870-1914)                       | “Violetas”, “Pájaro Cautivo”, “Nostalgia”, “Sueño de Amor”, “Preludio de Amor”                                           |
| Francisco Cárdenas                               | Jalisco, (1872-1945)                          | “Viva mi desgracia”, “Cupido” y “Josefina”                                                                               |
| Velio M. Preza                                   | Durango, (1875-1946)                          | “Gardenias”, “Vals de amor”, “Ramo de azahar”                                                                            |
| Abundio Martínez                                 | Hidalgo, (1875-1914)                          | “Arpa de oro”, “En alta mar”, “Noche apacible”, “Lo infinito”, “Onda Cristalina”, “Muchachas y flores” y “Besos y pesos” |
| Enrique Mora                                     | Sinaloa, (1876-1913)                          | “Alejandra” |
| Ángel J. Garrido                                 | Veracruz, (1880-1924)                         | “Cuando escuches este vals”                                                                                              |
| Manuel M. Ponce                                  | Zacatecas, (1882-1948)                        | “Vals galante”, “Amorosamente” y “Apasionadamente”                                                                       |
| Carlos del Castillo                              | Distrito Federal, (1882-1957)                 | “Cerca de tu alma”, “Vals Perla”, “Apasionada”                                                                           |
| José de Jesús Martínez                           | Jalisco, (1888-1916)                          | “Tristes jardines” y “Magdalena y Rosa”                                                                                  |
| Arturo Tolentino                                 | Coahuila, (1888-1954)                         | “Ojos de juventud”, “Sonrisas de primavera”, “Almas Gemelas”                                                             |
| Belisario de Jesús García                        | Nuevo León, (1894-1951)                       | “Morir por tu amor”, “Gracia”, “Vals Tenue”, “Reliquia de amor”                                                          |
| Alfonso Esparza Oteo                             | Aguascalientes, (1897-1950)                   | “Íntimo Secreto” y “Carta de amor”                                                                                       |
| Agustín Lara                                     | Distrito Federal, (1897-1970)                 | “Príncipe de Vals” y “Farolito”                                                                                          |
| Lorenzo Barcelata                                | Veracruz, (1898-1943)                         | “María Elena” |
| José de Jesús Alcaraz                            | Colima, (1900-N.D.)                           | “Vals Sentimiento” |
| Gabriel Solis Gallegos                           | Chiapas, (1901-N.D.)                          | “Vals Maryen” |
| Carlos Espinosa de los Monteros                  | Puebla, (1902-1972)                           | “Noche Azul”, “Mi única ilusión”, “Ann Harding”, “Eterno Sufrir”, “Lloraré”                                              |
| Durante la Revolución Mexicana                   |                                               | |
| Manuel Esperón                                   | Distrito Federal, (1911-2011)                 | “Vals Carta de amor” |

## Compositores mexicanos

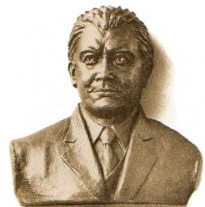
Manuel M. Ponce fundador del nacionalismo musical mexicano
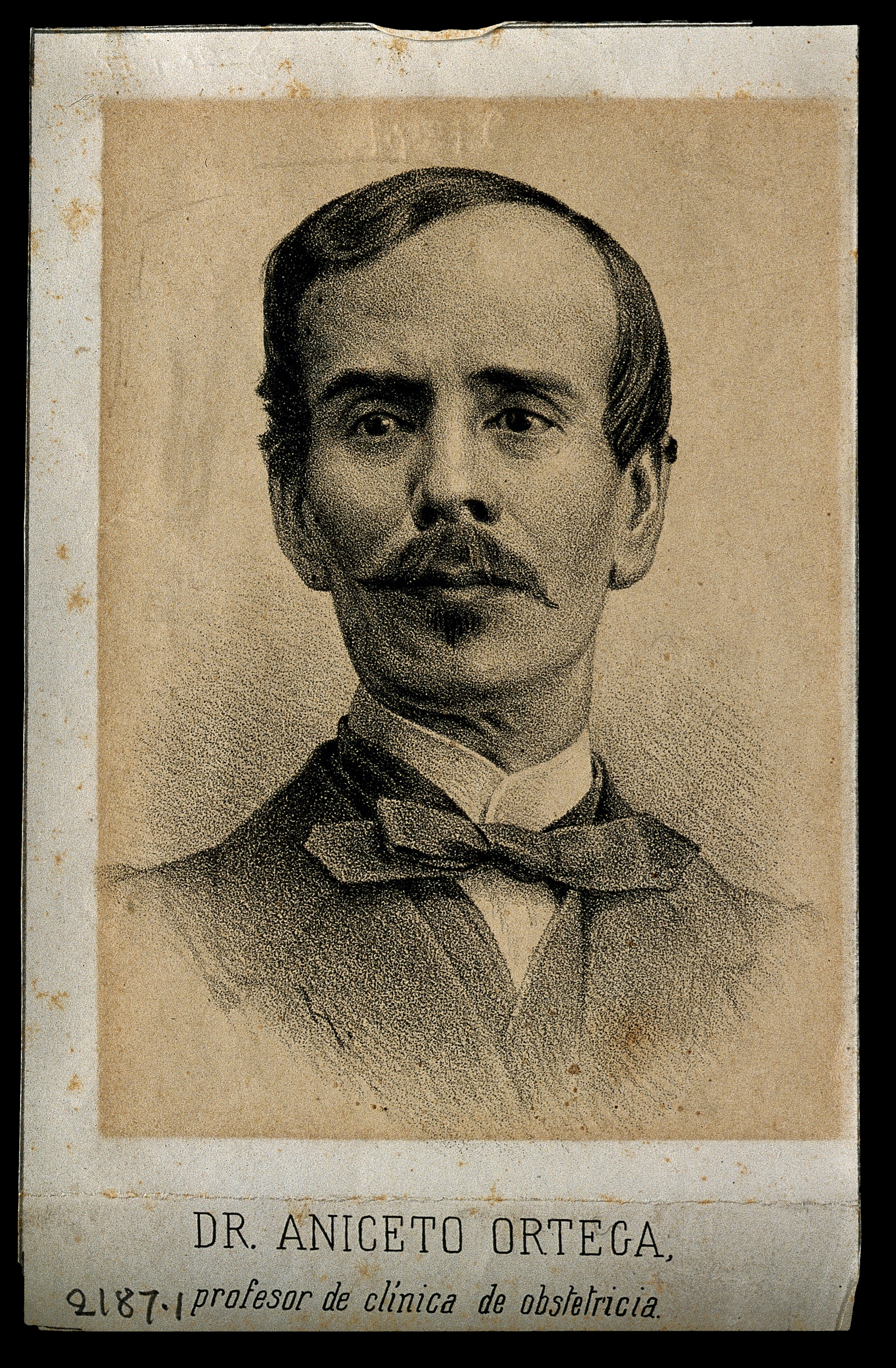
Aniceto Ortega, creador del vals-jarabe
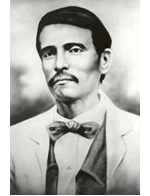
Macedonio Alcalá compuso “Dios nunca muere”
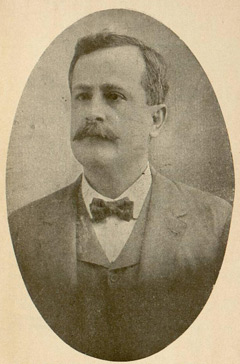
Rodolfo Campodónico
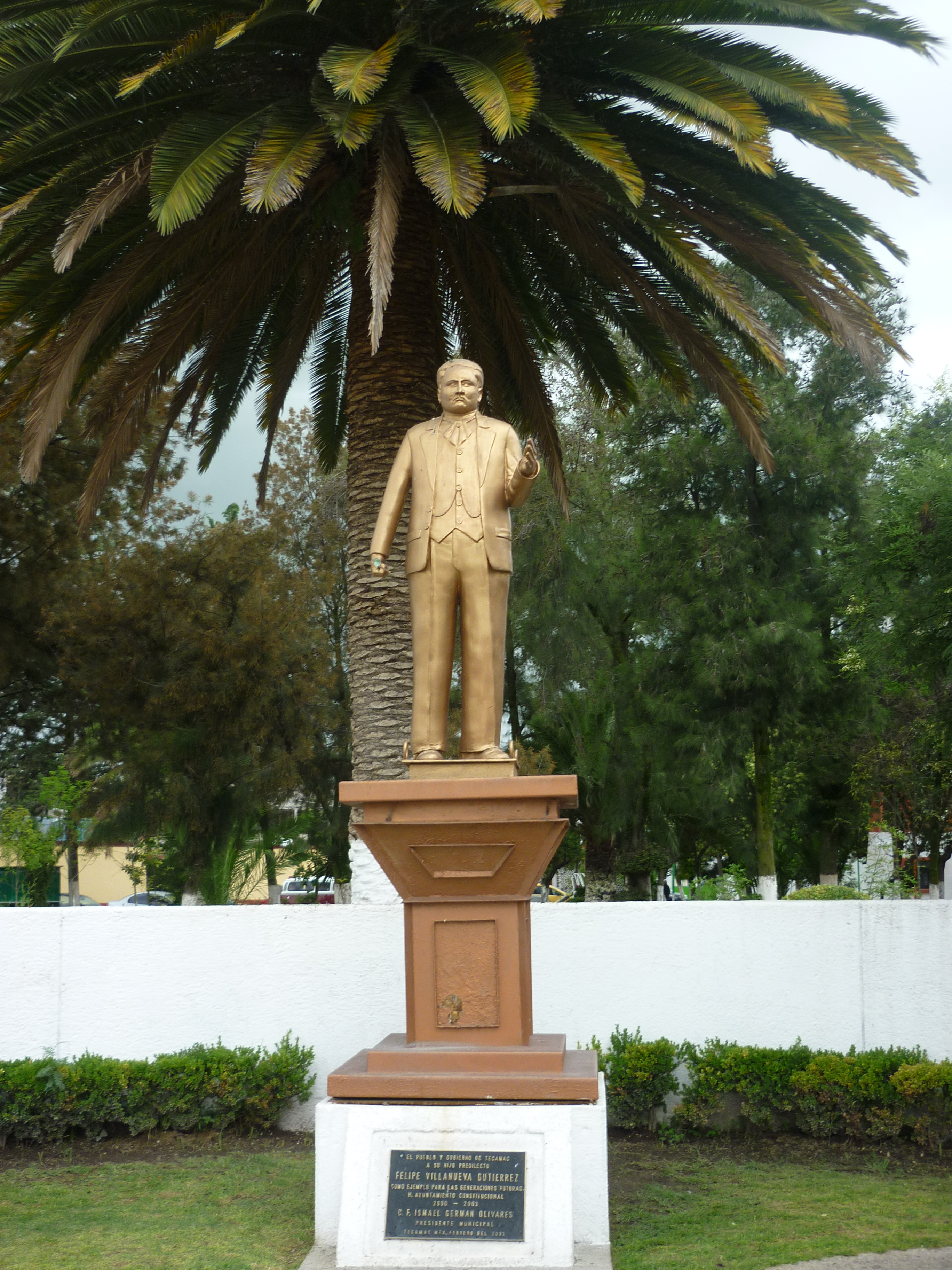
Monumento al compositor Felipe Villanueva
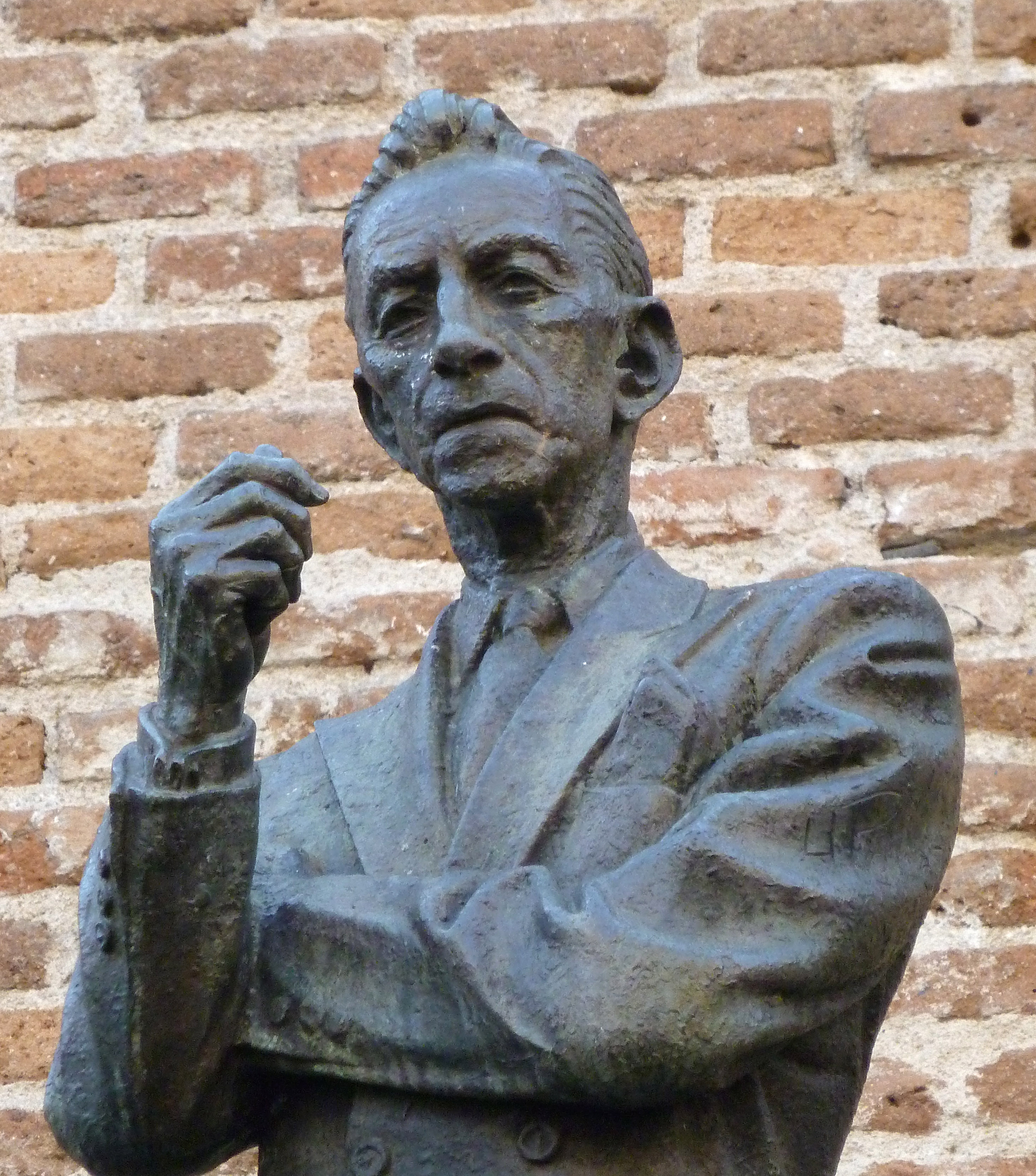
Agustín Lara (H. Peraza) Madrid